# Natércia
Natércia är en kommun i Brasilien.   Den ligger i delstaten Minas Gerais, i den sydöstra delen av landet, 700 km söder om huvudstaden Brasília. Antalet invånare är 4 650. Arean är 190 422 kvadratkilometer.
Terrängen i Natércia är kuperad åt nordväst, men åt sydost är den bergig.
Omgivningarna runt Natércia är huvudsakligen savann. Runt Natércia är det ganska glesbefolkat, med 27 invånare per kvadratkilometer.